# Ignace de Loyola (film)
Pour plus de détails, voir Fiche technique et Distribution.
Ignace de Loyola (titre original : Ignacio de Loyola: Soldado, Pecador, Santo) est un film biographique philippin réalisé par Paolo Dy, sorti en 2016.

## Synopsis
Le film raconte la vie d'Ignace de Loyola, jeune officier de l'armée espagnole, dont l'arrogance se manifeste au milieu du XVIe siècle mouvementé en Espagne. Se convertissant à l'occasion d'une blessure, il devient le fondateur d'une congrégation aux dimensions mondiales, les jésuites.

## Fiche technique
Sauf indication contraire, les informations mentionnées dans cette section peuvent être confirmées par la base de données cinématographiques IMDb,  présente dans la section « Liens externes ».
- Titre français : Ignace de Loyola
- Titre original espagnol : Ignacio de Loyola: Soldado, Pecador, Santo[1]
- Réalisation : Paolo Dy
- Scénario : Paolo Dy, Pauline Mangilog-Saltarin, Emmanuel Alfonso
- Genre : Biographique, Religieux
- Musique : Ryan Cayabyab (en)
- Production : Pauline Mangilog-Saltarin, Ernestine Tamana
- Photographie : Lee Meily
- Montage : Loren Rabadam
- Pays de production :  Philippines
- Durée : 118 min
- Dates de sortie :
  - Philippines : 27 juillet 2016
  - Canada : 26 août 2016
  - France : 13 novembre 2017 (en DVD)[2]

## Distribution
- Andreas Muñoz (es) : Iñigo (Ignace de Loyola)
- Javier Godino (es) : Xanti
- Julio Perillán : Padre Sanchez
- Pepe Ocio (es) : Montes
- Mario de la Rosa : Calixto
- Isabel García Lorca : Doña Ines
- Cristóbal Pinto : Garin
- Ricardo Reguera : Don Martin de Loyola
- Lucas Fuica : Don Beltran
- Raghad Chaar : Magdalena
- Tacuara Casares (es) : Catalina
- Marta Codina : Ana
- Gonzalo Trujillo (es) : Frias, inquisiteur
- Jonathan Mellor : Figueroa, inquisiteur
- Imanol Reta : Gallo
- Asier Hernández : Doctor Crisostomo
- Aitor Beltrán : chirurgien
- Alfonso Pablo : Herrera
- Rick Zingale : Doctor Ciruelo
- Javier Tolosa : Señor Asparros
- Jerónimo Salas : Caceres
- Javier Abad : Arteaga
- Pepe Lorente (es) : marchand
- Ben Temple (en) : maître Ardevol
- Luis Hostalot : Père Chanon
- José Troncoso : évêque
- Hermano Daniel : père abbé
- Emilio Linder : Padre Hernando
- Ignacio Mateos (en) : Saint François d'Assise
- Jemi Paretas : Saint Dominique / mendiant
- Eliya Shenhav : Marie
- Joseph Daniel Eleazar : enfant Jésus
- Samuel Pérez : Iñigo jeune
- Leyre Zamarripa : prostituée
- Gonzalo Hernández : assassin
- Mark Lester Lacsamana : calligraphe

## Récompenses et distinctions
- En 2016, au Festival international du cinéma de Manhattan, Andreas Muñoz reçoit le prix du meilleur acteur pour sa prestation dans le film[3].
- En 2017, au FAP Awards des Philippines, le film est récompensé pour la meilleure photographie (Best Cinematography), au profit de Lee Meily, la meilleure conception de production (Best Production Design) au profit de Leo Velasco, la meilleure bande-son (Best Musical Score) au profit de Ryan Cayabyab, la meilleure qualité de son (Best Sound) au profit d'Albert Michael Idioma[3]
- En 2017, au festival du film chrétien Mirabile Dictu, le prix du meilleur film est remis à son réalisateur Paolo Dy[3],[1].